# 92e brigade d'assaut
Pour les articles homonymes, voir 92e brigade.
La 92e brigade d'assaut (en ukrainien : 92-га окрема штурмова бригада « Ivan Sirko » anciennement 92e brigade mécanisée (en ukrainien : 92-га окрема механізована бригада імені кошового отамана Івана Сірка, abrégé en 92 ОМБр ; numéro d'unité militaire А0501), est une grande unité d'infanterie mécanisée de l'Armée de terre ukrainienne.
Cette unité est l'héritière d'une série d'unités soviétiques puis ukrainiennes notamment de la 48e division soviétique. Elle porte depuis 2019 le nom du kish ataman (en) (un titre d'ataman équivalent à un hetman) Ivan Sirko, un chef des cosaques zaporogues du XVIIe siècle, connu notamment pour le tableau Les Cosaques zaporogues écrivant une lettre au sultan de Turquie. La brigade s'illustre durant l'Invasion russe de l'Ukraine lors de la défense de la ville de Kharkiv et de sa région. Réorganisée en tant que « 92e brigade d'assaut », elle devient au cours de la guerre l'une des brigades les plus expérimentées et efficaces de l'armée ukrainienne.

## Historique

### Création et premiers déploiements
Les traditions de la brigade remontent à une ancienne unité soviétique de la guerre civile russe, formée le 25 octobre 1919 sous le nom de division de 2e fusiliers de Toula, renommée dès le 26 février 1920 la 48e division de fusiliers. Après avoir participé à la guerre soviéto-polonaise, elle devient une division territoriale. Le 2 décembre 1931, elle reçoit le nom de M.I Kalinin. Réduite aux cadres dès la paix revenue comme la majorité des divisions territoriales, elle redevient opérationnelle durant les années 1930. En 1937-1938, ses officiers supérieurs sont particulièrement frappés par les purges staliniennes, le komdiv, un kombrig et plusieurs politrouk étant exécutés après procès pour trahison. En août-septembre 1939, deux de ses régiments de fusiliers sont élargis pour devenir la 123e division de fusiliers et la 138e division de fusiliers.

### Seconde Guerre mondiale
En 1940 elle participe à l'invasion soviétique des pays baltes, notamment la Lettonie. Le 22 juin 1941, au début de l'invasion allemande, elle est déployée autour de Raseiniai, en Lituanie, au sein du 10e corps d'armée de fusiliers de la 8e armée en second échelon. Elle est rapidement défaite par l'aviation et la 6e division blindée allemande et se replie derrière la Daugava ; en juillet, elle est encerclée autour de Mustvee avec la 125e division de fusiliers, puis ses restes échappés du chaudron sont envoyés au front de Léningrad. La division passe ensuite tout le siège de Léningrad encerclée dans la tête de pont d'Oranienbaum, juste à l'ouest de Leningrad sur la côte du golfe de Finlande. Intégrée à la 2e armée de choc de la 40e armée, elle participe au dégagement de la poche lors de l'offensive de Krasnoïe Selo–Ropcha en janvier 1944, d'où son titre honorifique reçu le 19 janvier 1944 : Ropchinskaïa. Elle participe ensuite au sein du second front de la Baltique aux offensives de Kingisepp–Gdov (février 1944), de Narva (juillet 1944), de Tartu (août 1944), de Riga (septembre-octobre 1944) et enfin celles contre la poche de Courlande (jusqu'en avril 1945).

### Guerre froide
En 1946-1947, elle est réduite sous le nom de 51e brigade de fusiliers indépendante, basée à Bolhrad dans le Boudjak (à l'époque en RSS de Moldavie) en bordure du delta du Danube. En octobre 1953, elle est transformée en 69e division mécanisée. En 1957, elle devient la 118e division de fusiliers motorisés ; et en novembre 1964 (pour l'anniversaire des 20 ans de la victoire), redevient la 48e division de fusiliers motorisés, toujours à Bolhrad. En 1968, le Printemps de Prague a pour conséquence son envoi en Tchécoslovaquie, à Vysoké Mýto, où elle est en garnison au sein du groupe de forces central jusqu'à la fin de la guerre froide. À plein effectif dès le temps de paix, la division aligne en 1985 11 500 hommes, 119 chars T-62, et 152 T-72M, 146 véhicules BMP-1, et 306 BTR-60, 72 obusiers de calibre 122 mm D-30, 36 obusiers automoteurs de calibre 122 mm 2S1 et 18 de calibre 152 mm 2S3. De mai 1990 à mai 1991, elle déménage pour Klougino-Bachkirivka (uk) près de Tchouhouïv dans l'oblast de Kharkiv. Pour respecter les nouvelles limitations imposées par le traité sur les forces armées conventionnelles en Europe, la division quitte les Forces armées soviétiques pour dépendre désormais du KGB de juin 1990 à septembre 1991.

## Ukraine
À la suite de la déclaration d'indépendance de l'Ukraine le 24 août 1991 (confirmée par le référendum du 1er décembre) et à la disparition de l'URSS le 26 décembre 1991, les Forces armées soviétiques sont théoriquement mises sous contrôle de la CEI (sous le nom de Forces armées conjointes de la CEI), puis très vite les unités des districts militaires des Carpates, de Kiev et d'Odessa forment les Forces armées de l'Ukraine. Le 12 janvier 1992, les hommes de la division prêtent leur serment d'allégeance à l'Ukraine. En juin 1992, l'unité devient la 6e division de la Garde nationale de l'Ukraine. Sa première mission est de garder la frontière avec la Transnistrie alors en pleine guerre civile (la guerre du Dniestr) ; elle est intégrée au 6e corps d'armée.

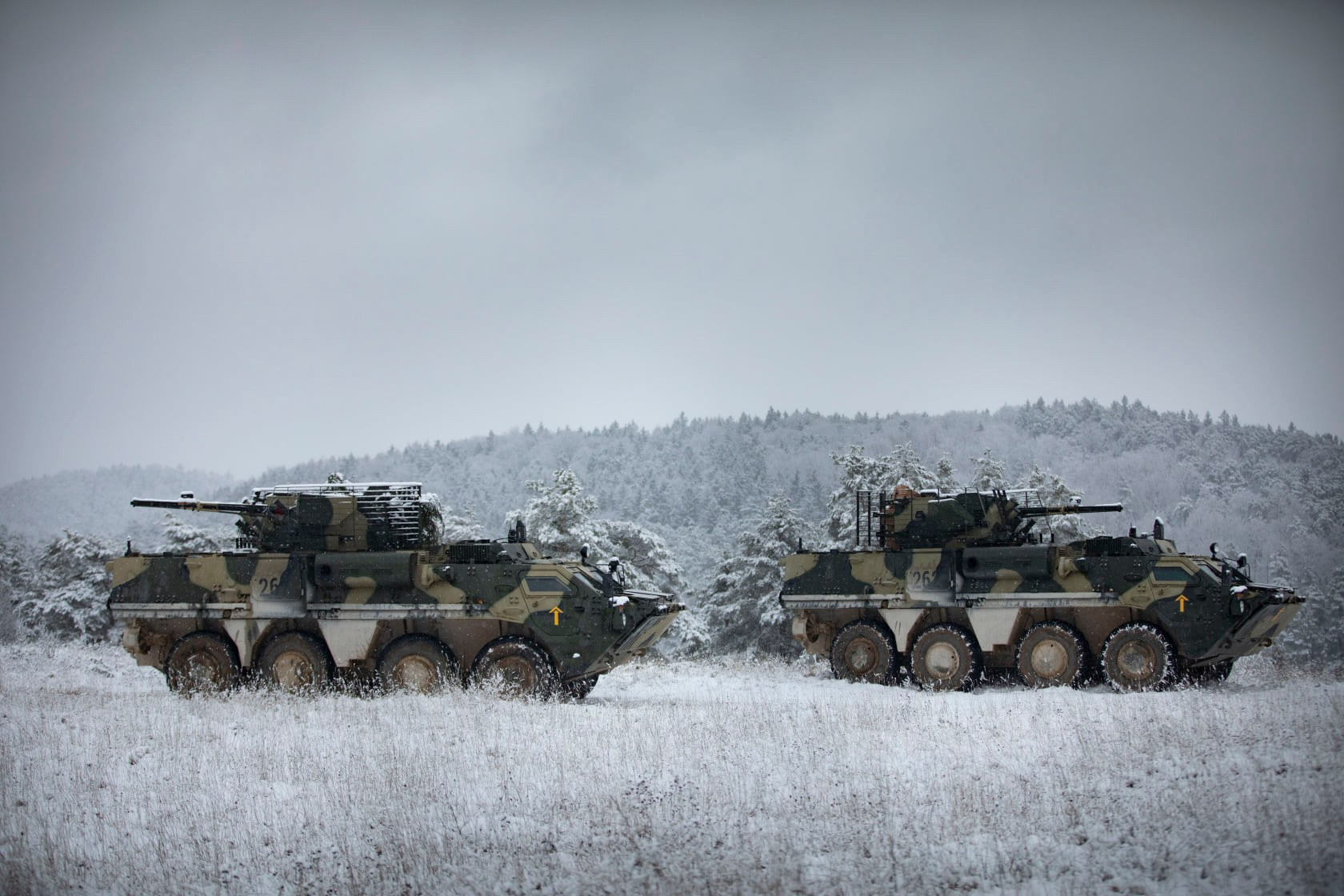
En 2021, entrainement au Camp d'entrainement de Grafenwöhr, Bavière.

Le 17 décembre 1999, elle passe sous contrôle du ministère de la Défense, avec pour nouveau nom la 92e brigade mécanisée (effectif début 2000). De février à septembre 2004, un bataillon séparé (créé pour l'occasion) est envoyé en Irak. Puis des détachements participent à des missions de maintien de la paix au Liban, au Liberia, au Sierra Leone et en ex-Yougoslavie.

### Guerre du Donbass
En 2014, la brigade participe à la guerre du Donbass alors qu'elle était en sous-effectif, destinée à être dissoute l'année suivante. Elle est d'abord déployée dans la région de Kharkiv pour former une réserve en réponse à une éventuelle invasion russe. La brigade est ensuite envoyée soutenir l'évacuation d'Ilovaïsk. Un groupe tactique composé de 276 soldats, 4 chars et une douzaine de véhicules BMP, renforcé par un détachement du 46e bataillon de défense territoriale « Résistance », quitte Kalmiuske le 27 août en direction d'Ilovaisk , mais est stoppé pendant la nuit par un intense barrage d'artillerie. Le lendemain, elle est vaincue par les parachutistes russes, perdant la majorité de ses véhicules mais subissant relativement peu de pertes : 8 morts et plusieurs disparus,. Au cours des mois suivants, la brigade combat dans la région de Louhansk. Le 18 septembre 2014, des chars T-64BV nouvellement modernisés sont livrés à la brigade. En 2015, la brigade est de nouveau déployée au combat, perdant quatre soldats, dont le chef d'état-major adjoint Oleh Kovbasa, lors d'un affrontement le 5 avril près de Chtchastia. Dans la même zone, le 16 mai, trois soldats de la 3e brigade Spetsnaz de la Garde sont capturés, au prix d'une victime ukrainienne.
Le 18 novembre 2015, ses titres honorifiques hérités de la période soviétique (Ropshynska, l'ordre du Drapeau rouge et l'ordre de la révolution d'Octobre) sont retirés de son nom, dans le contexte de décommunisation en Ukraine ; puis le 22 août 2019, elle rajoute à son nom le titre kosh otaman (en) Ivan Sirko par oukase présidentiel. Le 11 septembre 2019, à proximité de Jasynuvata, des éléments de la brigade éliminent le commandant d'une compagnie de reconnaissance du 11e régiment « Vostok » de la milice populaire de Lougansk.

### Invasion russe de l'Ukraine

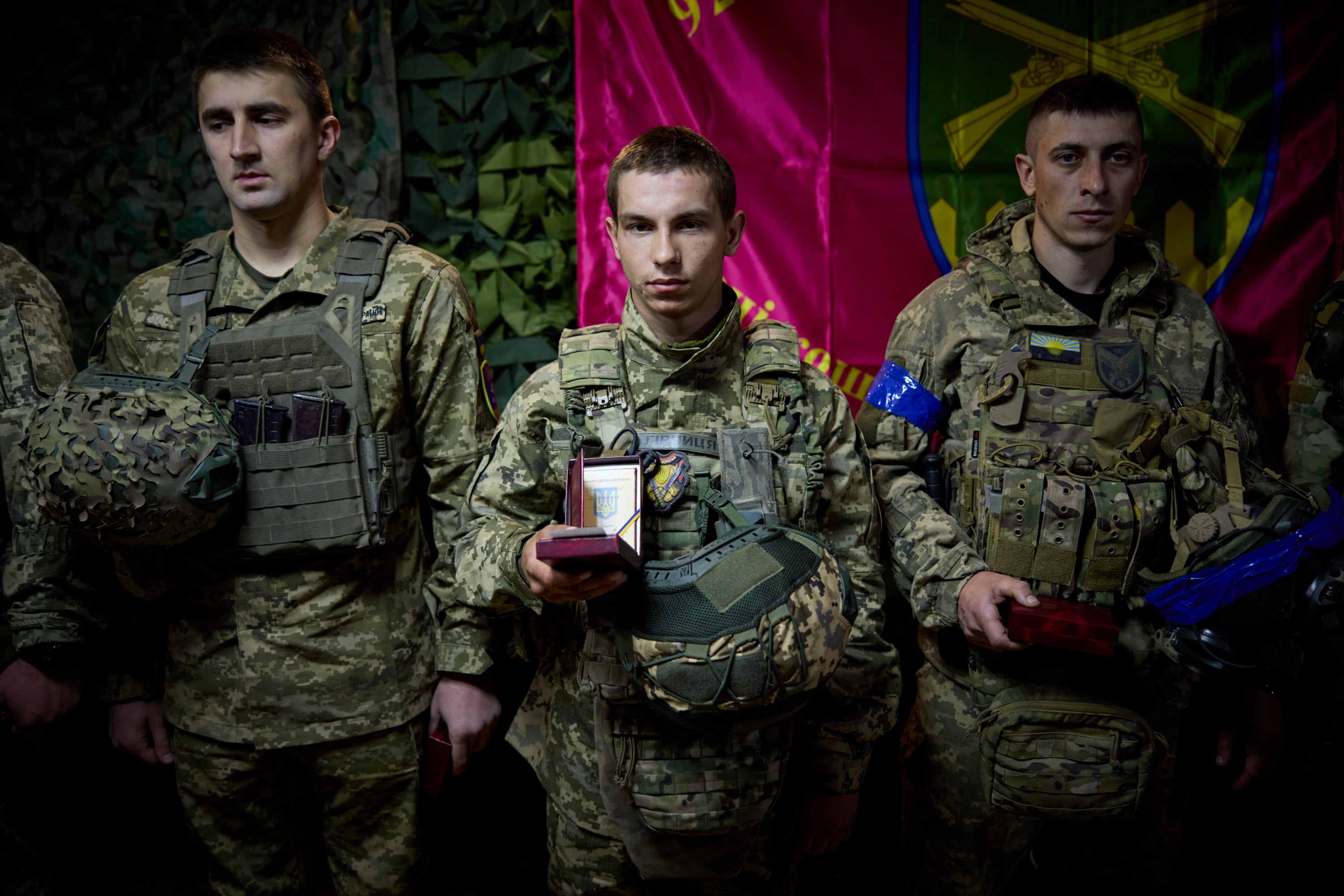
Le Président Zelensky, absent de la photo, décorant, en mai 2024 à Kharkiv, des soldats de la brigade.

#### Secteur de Kharkiv (février - octobre 2022)
L'unité est engagée lors de l'invasion russe de l'Ukraine, jouant un rôle important dans la défense de l'agglomération de Kharkiv aux côtés de la 4e brigade de chars et des 113e brigade et 127e brigade de défense territoriale. La brigade se déploie dans la zone allant de la frontière administrative des régions de Kharkiv et de Soumy à la frontière administrative des régions de Kharkiv et de Louhansk. Des unités de chars se postent à Vesele près de la frontière. Au cours des deux premiers jours, le reste du bataillon de chars effectue des tâches de combat à Pechenihy près de la ville de Tchouhouïv. La brigade engage les unités de la 6e armée combinée et de la 200e brigade de fusiliers motorisés qui pénètrent dans l'oblast dès le premier jour. Elle reçoit ensuite l'ordre d'établir une défense circulaire devant la rocade de Kharkiv. Les premiers blindés russes atteignent rapidement la périphérie en pénétrant dans les localités de Tsyrkouny (au nord-est) et Derhatchi et Lisne avant d'être repoussés,. La 3e brigade de la Garde nationale et une unité distincte des forces spéciales "Omega" rejoignent ensuite la brigade. Le 26 février, une colonne de la Rosgvardia composée d'une trentaine de camions d'unités OMON progressent depuis la T2104 vers l'ouest de Kharkiv. Arrivée à proximité des villages de d'Oleksandrivka à 5 km de la ville. La 6e compagnie de la 92e brigade épaulée par deux chars T-64BV protège l'accès de Kharkiv sur cet axe, déployée à Kutuzivka (oblast de Kharkiv) (uk). Elle attaque les troupes russes et après un bref engagement, la colonne est détruite et plus de 25 véhicules russes perdus. Le 27 février 2022, un groupe de la 2e brigade Spetsnaz entre dans Kharkiv par le nord-ouest. Les hommes de la 92e les engagent, notamment sur la rue Shenchenka dans le quartier de Zuravlivka et leurs infligent de lourdes pertes malgré la destruction d'une BTR-4. Les jours suivants, les forces russes poursuivent leurs tentatives de percer les défenses de la 92e brigade autour de Kharkiv à Tsyrkouny et Rus'ka Lozova en périphérie nord. Le 15 mars, la brigade repousse un assaut près de Rusky Tyshki. Le 25 mars, les ukrainiens une contre-attaque, la 92e brigade en tête. Elle libère Mala Rohan et Vilkhivka à l'ouest de la ville contre les 25e, 138e brigade de fusiliers motorisés de la Garde et le 59e régiment de chars de la Garde leur infligeant de lourdes pertes,,. Le 27 mars, des éléments de la brigade libèrent également Husarivka (oblast de Kharkiv) (uk) au sud de Balaklia après de violents combats contre le 752e régiment de fusiliers motorisés, de la 3e division de fusiliers motorisés qui subit de très lourdes pertes. Début avril, des combats se poursuivent autour de Tsyrkuny, l'artillerie de la brigade pilonnant les positions russes. Le 17 avril, des unités de la brigade contre-attaquent autour de Chuhuiv et libèrent Leb'yazhe (raïon de Tchouhouïv) (uk) et Bazaliivka (en). À partir de fin avril, les forces ukrainiennes dont la 92e brigade mènent une série de contre-attaques dans l'oblast de Kharkiv. Le 27 avril, la brigade lance une nouvelle contre-attaque afin de désenclaver la ville. De violents combats pour reprendre Sorokivka à l'ouest de Kharkiv près de Vilkhivka. À l'ouest, les ukrainiens enfoncent rapidement les lignes jusqu'au Donets. Le 2 mai, la brigade libère les localités de Molodova (en) et Staryï Saltiv,. Le 6 mai 2022, la brigade reçoit la distinction Pour le Courage et la Bravoure. Au nord, les villages de Tsyrkouny, Bezruki, Rouska Lozova, Ruski Tyshky (en), Cherkaski Tyshky (uk) sont libérés à leur son tour entre le 7 et le 10 mai,,.
La 92e brigade continue également de mener des combats autour de Tchouhouiv notamment au sud près de Hrakove où les positions russes sont pilonnés par l'artillerie. Ses unités combattent également, au nord-est de Kharkiv où ils tentent de repousser les Russes jusqu'à la frontière,. Le 13 juin, les forces Russes lancent une offensive sur les villages de Izbyts'ke (uk) et Ternova (en) où de violents combats ont lieu, Ternova changeant de mains à plusieurs reprises entre la fin mai et début juin. En juin, la brigade tient alors une ligne de front à l'ouest de Kharkiv qui va de la frontière russe jusqu'au sud Tchouhouïv en passant par Staryï Saltiv jusqu'à la fin du mois de juillet.
En août, la brigade est retirée du front puis discrètement repositionnée plus au sud de l'oblast vers Balaklia. Le 6 septembre la brigade participe à la contre-offensive de Kharkiv. Avec la 4e brigade de chars, la 25e brigade aéroportée et la 80e brigade d'assaut aérien, elle compose le groupe censé percer les lignes russes au-dessus de Balaklia. Une fois la brêche effectuée par la 80e brigade et la 25e, les brigades s'engouffrent et font s'effondrer les lignes russes. À la fin de la première soirée, la brigade a atteint Volokhiv Yar (uk). Les jours suivants, elle continue sa progression le long de la P07 jusqu'à la rivière Oskil et Koupiansk qui est libérée le 10 septembre. A la fin septembre, elle participe à l'élargissement de la tête de pont à l'est de l'Oskil. Début octobre, la 92e mécanisée atteint les villages d'Orlyans'ke et Stepova Novoselivka à l'est de la P07.

#### Bataille de Svatove et de Bakhmout (octobre 2022 - septembre 2023)
La brigade reste ensuite positionnée dans l'oblast de Louhansk, affrontant les russes le long de la ligne Svatove-Kreminna en face de Novoselivske (oblast de Louhansk) (en) infligeant de nombreuses pertes à deux régiments russes composés de conscrits nouvellement mobilisés. Le 30 décembre, des unités de la brigade participent à la reprise de Novoselivske avec le Régiment Kraken. Ses unités d'artilleries appuyées par la 40e brigade d'artillerie ciblent régulièrement les positions russes entre Novoslivske et Svatove, la brigade devant notamment faire face à plusieurs contre-attaques. En février 2023, une vidéo filmée à la première personne par le soldat Ruslan Zubarev (indicatif d'appel « Predator ») du 22e bataillon devient virale après avoir été publiée sur sa chaîne Telegram personnelle. On y voit une escouade de soldats russes dans un véhicule BMP-2 tenter de prendre d'assaut une tranchée tenue par la 92e brigade, près de Svatove. Dans la vidéo, Zubarev utilise plusieurs armes, dont un lance-roquettes, pour engager les soldats russes et leur véhicule. Un autre soldat ukrainien, qui est commotionné et n'avait jamais été dans une tranchée auparavant, est vu en train de remettre à Zubarev des grenades à main, des chargeurs et des armes. Après la destruction du BMP-2 et la mort de plusieurs soldats, abattus par Zubarev, les Russes se retirent. Zubarev reçoit ensuite la Croix d'or de Valeri Zaloujny pour ses actions. Début mars 2023, lors d'une opération offensive menée en collaboration avec la 25e brigade aéroportée, la 92e parvient à atteindre et à couper l'autoroute reliant Svatove à Kreminna juste au nord de cette dernière.
Durant la même période, le 3e bataillon de la brigade est transféré dans la région de Bakhmout au nord de Khromove (ouest de Bakhmout) pour renforcer la 67e brigade mécanisée et empêcher un encerclement. Il repousse les assauts du groupe Wagner et reconquiert le 14 mars une position fortifiée au nord de Khromove, essentielle pour maintenir ouverte la route pour ravitailler la ville assiégée. Le bataillon est impliqué dans de violents combats dans ce secteur entre mars et mai 2023 et subit des pertes. Les assauts des mercenaires russes sont toutefois repoussés, ces derniers payant un lourd tribut. La coordination efficace entre le groupe de drones du bataillon, nommé "code 9.2" qui pilonne les tranchées russes, les unités d'infanterie et les blindés permettent aux ukrainiens de tenir ce segment du front devant la "route de la vie",. Le gros de la brigade continue d'opérer dans la zone située entre Koupiansk et Svatove dont le 22e bataillon motorisé positionné au sud de Kuzemivka,. Entre mai et juin, la brigade est à l'arrière, effectuant des tâches de combat de moindre ampleur.En juillet, la brigade participe à la contre-offensive estivale épaulant la 80e brigade d'assaut aérien la 22e brigade mécanisée sur le flanc sud de Bakhmout devant Klichtchiïvka menant notamment de violents combats les 26 et 27 juillet avant d'être relevée entre début août et fin septembre. En août 2023, la 92e brigade mécanisée est transformée en 92e brigade d'assaut. Au lieu de trois bataillons mécanisés, la brigade se compose progressivement de cinq bataillons d'assaut, spécialisés dans l'attaque des positions ennemies et constitués d'un personnel qualifié.

#### Bataille de Tchassiv Iar (septembre 2023 - mai 2024)
À partir de la fin septembre, la 92e brigade est pleinement déployée sur le flanc sud de Bakhmout alors que les Russes passent à leur tour à l'offensive en direction de Tchassiv Iar à l'ouest de Bakhmout. Elle tient ses positions au-delà du canal Siversky Donets dont le terrain a été repris par les ukrainiens à l'été entre Klitshchivka en Andrivka, relevant la 3e brigade d'assaut. Le 21 novembre, le 1er bataillon d'assaut repousse un assaut russe sur Andrivka, infligeant de lourdes pertes aux attaquants. À partir du mois de décembre, la défense du flanc sud de Tchassiv Iar est principalement assurée par la 5e brigade d'assaut (à Ivaniske), la 22e brigade mécanisée (face à Klichtchiïvka) et la 93e brigade mécanisée (en face d'Andriivka). La 92e brigade reste toutefois en appui notamment de la 93e. Ses unités d'artillerie et de drones ciblent les positions russes en amont du village,. La brigade et principalement le 1er bataillon d'assaut repousse plusieurs assauts au cours du mois de décembre éléminant plusieurs unités d'infanterie,. Des assauts mécanisés se répètent sur les positions des 92e et 93e brigades entre février et mars, toujours sans succès, les Russes subissant de lourdes pertes humaines et matérielles,,,. Les Russes intensifient leurs efforts dans le secteur à partir du 4 avril et parviennent à la fin du mois à atteindre le canal Siversky Donets à Kurdyumivka au sud d'Andriivka. Sur ce village, ils restent toutefois bloqués grâce aux efforts des 92e et 93e brigades qui tiennent avec succès leurs positions en dépit des assauts russes et détruisent une grande quantité de blindés,.

#### Seconde offensive russe sur Kharkiv (depuis mai 2024)
À partir du 10 mai 2024, dans le cadre de l'Offensive de Kharkiv (2024), la brigade participe à la défense de la frontière nord de l'Ukraine. Avec la 57e brigade motorisée et le Régiment Kraken, elles interviennent pour tenter de stabiliser la situation après que les forces russes pénètrent pour la première fois dans l'oblast de Kharkiv depuis septembre 2022 et prennent quelques villages à la frontière. Dans les jours suivants, elle soutient la 42e brigade mécanisée dans la défense de la zone du village de Lyptsi, réussissant à arrêter l'avancée russe.

## Structure
.

### Ordre de bataille

#### 2024
En octobre 2024 l'ordre de bataille connu est le suivant :

### Équipements

Materiel equipant la brigade.
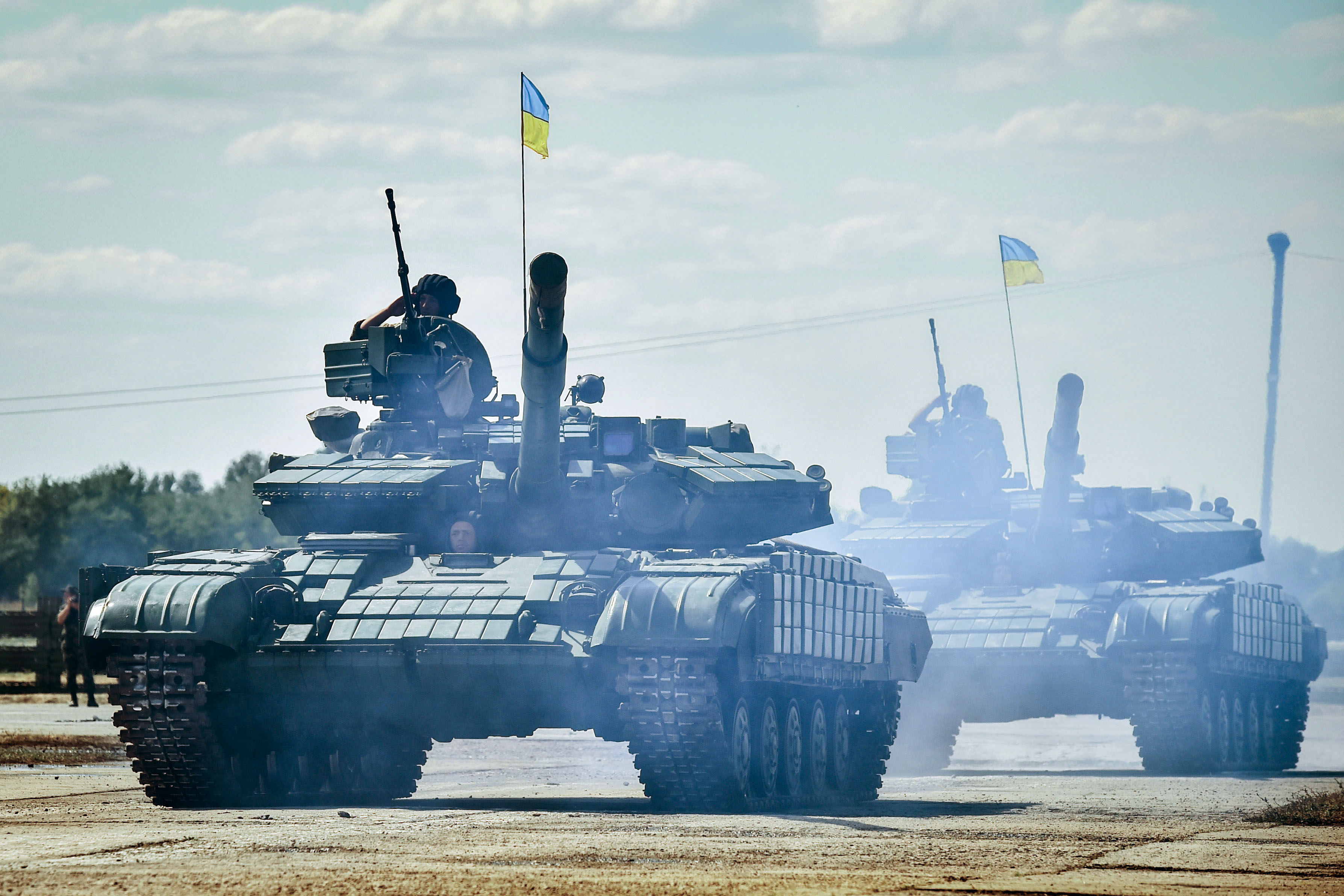
En 2015, équipée de chars T-64 bulat
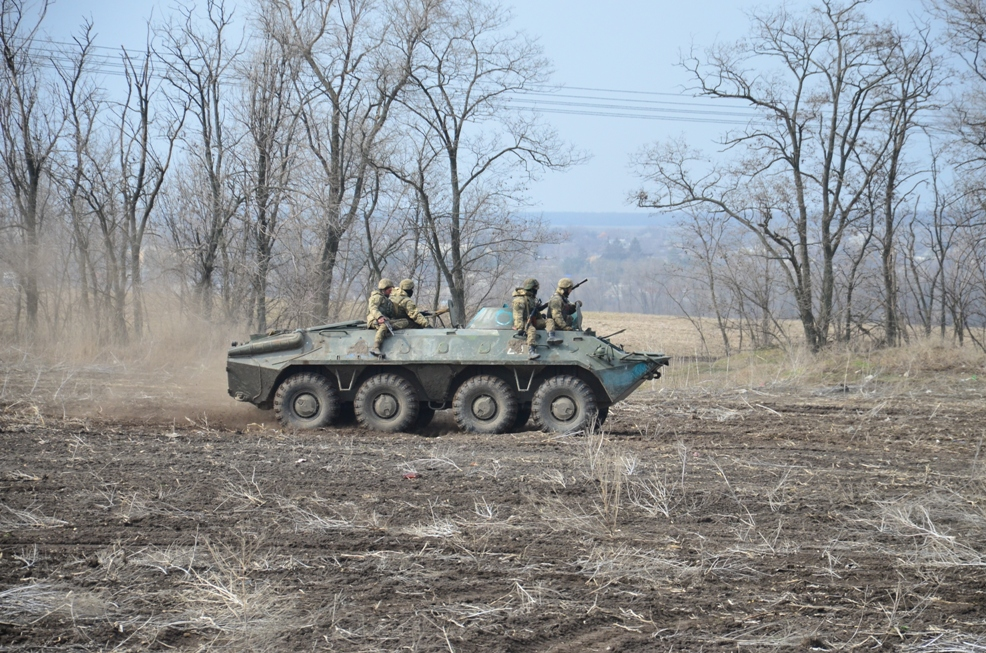
BTR-70 en service dans l'unité.
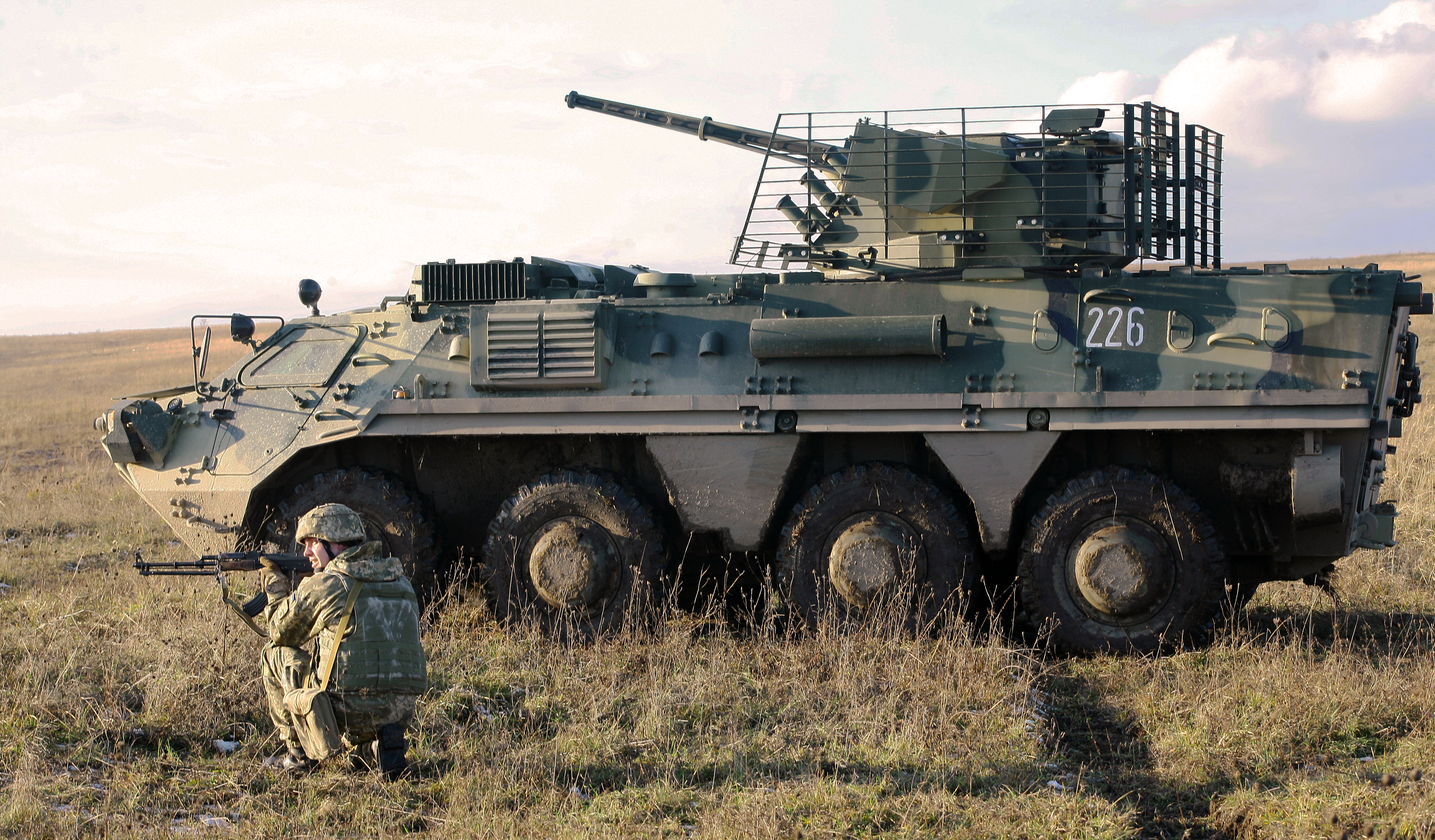
BTR-4.

La brigade est principalement équipée d'armements soviétiques et ukrainiens : 
- Un bataillon de chars : T-64BV et T-64BM2 6TD Boulat
- Cinq bataillons d'assaut : BTR-4E complétés par des MT-LBu BM-7 Parus (version de combat d'infanterie du MT-LB)
- 22e bataillon motorisé : véhicules BMP-1, MT-LB, BTR-82A
- Bataillon de reconnaissance : véhicules BTR-4E, Humvees et GAZ TIGR
- Groupe d'artillerie : un bataillon sur 2S3 Akatsia automoteurs et howitzer 105 mm M119, un bataillon sur M109A6 américains complétés par une batterie M109A5ÖE offerte par la Lettonie, un bataillon de MLRS sur BM-21 Grad
- Bataillon antiaérien sur 9K35 Strela-10.
- Bataillon de maintenance : BREM-4K (uk)
- Compagnie médicale : Terradyne Gurkha (en)

### Commandants

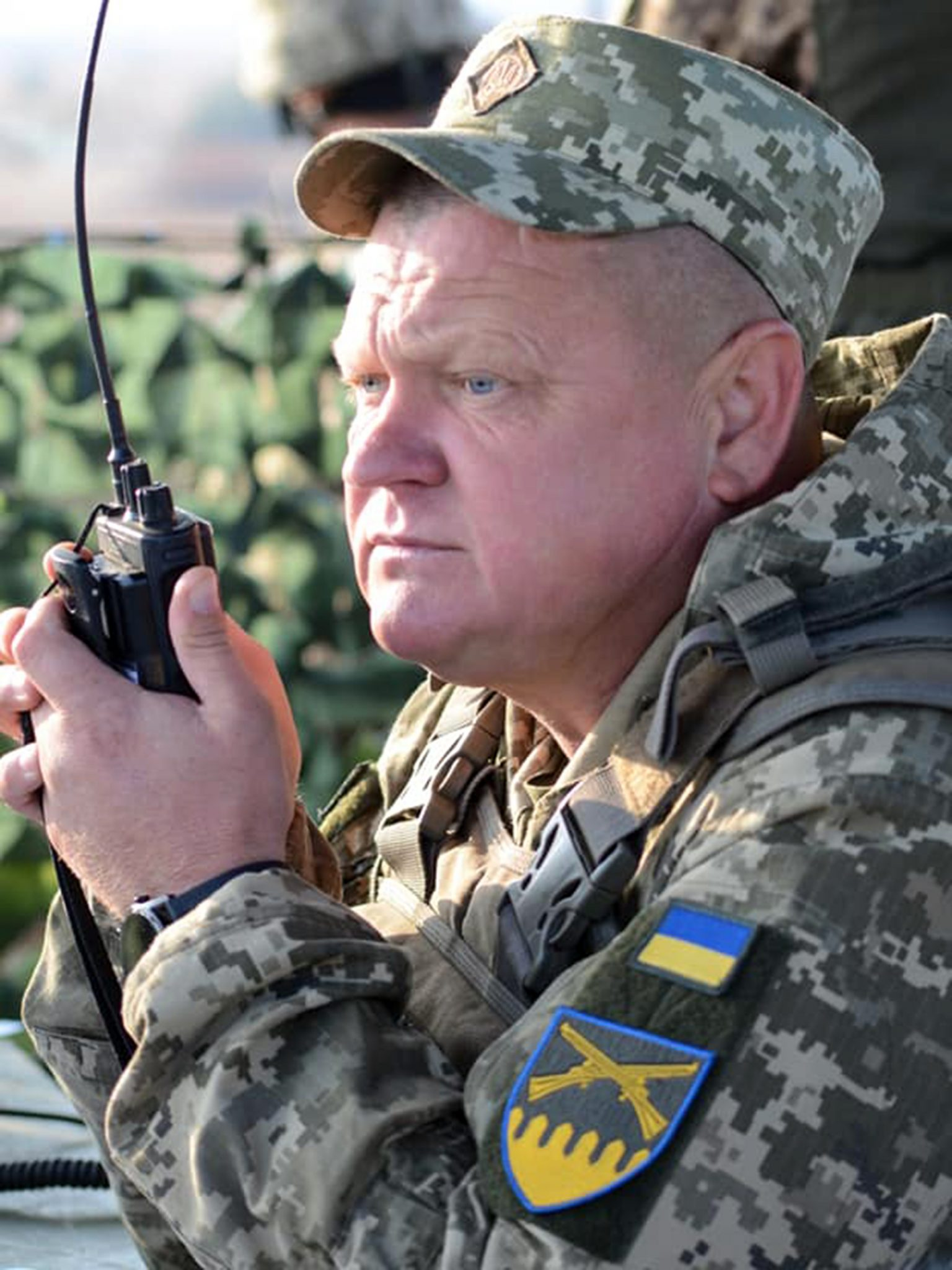
Pavlo Fedossenko en 2022.

- Gennady Mykolayovytch Mirochnytchenko
- Hryhoriy Borisovytch Martchenko
- Volodymyr Vassiliovitch Frolov
- colonel des gardes Valery Ivanovych Soymin ; les quatre lors de l'intégration à la Garde nationale.
- 2000 à 2005 : colonel Nazarkin Viatcheslav Mykolaïovytch
- 2007 à 2011 : colonel Gouztchenko Serhii Viktorovitch
- 2011 à 2013 :colonel Volodymyr Stanislavovytch Kozak
- 2013 à 2017 : colonel Viktor Nikoliouk
- 2017 à 2020 : colonel Kokorev Volodymyr Volodymyrovitch
- 2020 à 2024 : colonel Fedossenko Pavlo Youriyovytch
- depuis 2024 : Colonel Volodymyr Korobka